# Smash Hits
Smash Hits ist ein Greatest-Hits-Album der Jimi Hendrix Experience. Es wurde in Großbritannien 1968 in Mono und in den USA 1969 in Stereo veröffentlicht.

## Hintergrund
Smash Hits erschien bereits vier Monate nach der letzten Veröffentlichung der Band, während diese am Nachfolger Electric Ladyland arbeitete. Enthalten sind die ersten vier UK-Singles Hey Joe, Purple Haze, The Wind Cries Mary und Burning of the Midnight Lamp. Zusätzlich zu den entsprechenden B-Seiten wurden noch vier weitere Lieder des ersten Albums Are You Experienced verwendet. Damit liegt auf Smash Hits die erste Albumveröffentlichung von Burning of the Midnight Lamp vor, ein knappes halbes Jahr vor Electric Ladyland.
Die unterschiedliche Titelzusammenstellung der USA-Version resultiert aus den dort nicht so erfolgreichen Singlereleases von z. B. Purple Haze oder Foxy Lady, so dass Reprise Records eine Veröffentlichung einer Best-of-Kompilation als zu früh ansah. Aufgrund der später wahrgewordenen Trennungsgerüchte, insbesondere um Noel Redding, und der nicht vorhandenen Aussicht auf ein weiteres Studioalbum der Jimi Hendrix Experience, entschied sich die Plattenfirma dann doch für eine Zusammenstellung unter dem Titel Smash Hits, die auch zuvor nicht in den USA erschienene Titel enthält. Daher wurde dort auch Smash Hits nach Electric Ladyland auf dem Markt gebracht. Jedoch enthält weder die eine noch die andere Version Titel von Axis: Bold as Love. Die Aufnahme von Red House ist nicht identisch mit der auf Are You Experienced. Das Album enthielt ein auseinanderfaltbares Poster, auf dem Hendrix, Mitchell und Redding im Cowboy-Outfit jeweils auf einem Pferd sitzen.

## Titelliste
| 1. Purple Haze – 2:52 2. Fire – 2:45 3. The Wind Cries Mary – 3:20 4. Can You See Me – 2:33 5. 51st Anniversary – 3:16 6. Hey Joe (Roberts) – 3:30 7. Stone Free – 3:36 8. The Stars That Play with Laughing Sam’s Dice – 4:21 9. Manic Depression – 3:42 10. Highway Chile – 3:32 11. Burning of the Midnight Lamp – 3:39 12. Foxy Lady – 3:18 | 1. Purple Haze – 2:52 2. Fire – 2:45 3. The Wind Cries Mary – 3:20 4. Can You See Me – 2:33 5. Hey Joe (Roberts) – 3:30 6. All Along the Watchtower (Dylan) – 4:00 7. Stone Free – 3:36 8. Crosstown Traffic – 2:19 9. Manic Depression – 3:42 10. Remember – 2:48 11. Red House – 3:50 12. Foxey Lady – 3:19 |

## Rezeption
- Auf Allmusic schrieb Stephen Thomas Erlewine, Smash Hits bleibe eine der besten Greatest-Hits-Zusammenstellungen von Hendrix. Hauptsächlich enthalte es die großen Hits, die jeder kennen würde, und es sei die Stärke des Albums, hier alle berühmten Lieder zu vereinigen. In der Bewertung erhielt es viereinhalb von fünf Sternen.[2]
- Auf Sputnikmusic hieß es, Smash Hits sei eine prima Kompilation, die einige der besten Lieder von Hendrix zeigen würde. Aber auch die unbekannteren Songs, wie 51st Anniversary oder Remember seien großartig. Ebenso wurde das innovative Schlagzeugspiel von Mitchell insbesondere in Fire hervorgehoben. In der Bewertung bekam das Album vier von fünf Punkten.[3]
- In einer Kurzbesprechung der Wiederveröffentlichung der CD von 2002 schrieb der Rolling Stone, das Album enthielte alle Lieder, die noch immer auf den Classic-Rock-Radiosendern gespielt würden. In der Bewertung bekam es vier von fünf Sternen.[4]

## Kommerzieller Erfolg

### Chartplatzierungen
Smash Hits erreichte Platz 4 der britischen Charts, Platz 19 der deutschen Charts und Platz 6 der amerikanischen Billboard 200.
| ChartsChartplatzierungen       | Höchstplatzierung | Wochen |
| ------------------------------ | ----------------- | ------ |
| Deutschland (GfK)              | 19 (12 Wo.)       | 12     |
| Vereinigte Staaten (Billboard) | 6 (36 Wo.)        | 36     |
| Vereinigtes Königreich (OCC)   | 4 (25 Wo.)        | 25     |

### Auszeichnungen für Musikverkäufe
Die RIAA zeichnete das Album mit Gold im Oktober 1969, mit Platin im Oktober 1983 und mit Doppel-Platin im Oktober 1986 aus.
| Land/Region                  | Auszeichnungen für Musikverkäufe (Land/Region, Auszeichnung, Verkäufe) | Verkäufe  |
| ---------------------------- | ---------------------------------------------------------------------- | --------- |
| Vereinigte Staaten (RIAA)    | 2× Platin                                                              | 2.000.000 |
| Vereinigtes Königreich (BPI) | Silber                                                                 | 60.000    |
| Insgesamt                    | 1× Silber · 2× Platin ·                                                | 2.060.000 |